# Єдинак Назар Ігорович
Назар Ігорович Єдинак (нар. 3 квітня 1998, Львів, Україна) — український футболіст, захисник.

## Життєпис
Народився у Львові, але футболом розпочав займатися у володимир-волинському БРВ-ВІК. У 2013 році перейшов до академії київського «Динамо». У сезоні 2014/15 років виступав за «Динамо» U-19, у футболці якого зіграв 2 матчі. Наступний сезону розпочав у складі одеського «Чорноморця» U-19 (12 матчів, 2 голи), під час зимової перерви в чемпіонаті перейшов до донецького «Олімпіка». Спочатку виступав зв команду U-19, згодом почав залучатися й до матчів «молодіжки» донецького клубу.
В першій команді «Олімпіка» дебютував 25 жовтня 2017 року в програному (0:2) виїзному поєдинку 1/8 фіналу кубку України проти полтавської «Ворскли». Назар вийшов на поле в стартовому складі та відіграв усі 120 хвилин. В Українській Прем'єр-лізі дебютував 19 травня 2018 року в програному (0:2) виїзному поєдинку 32-о туру проти ФК «Олександрії». Єдинак вийшов на поле на 64-й хвилині, замінивши Луку Надірадзе.